# Ajaccio
Ajaccio (korsikansk: Aiacciu) er hovedby på den franske ø Korsika. Den er også hovedby i departement Corse du Sud. Byen har 63.723 indbyggere (2006).

## Personer fra Ajaccio
- Napoleon Bonaparte (1769-1821), kejser af Frankrig
- Irène Bordoni (1895-1953), sangerinde og skuespillerinde
- Jean-Michel Cavalli (1959-), fodboldtræner
- Joseph Fesch (1763-1839), kardinal
- Alizée Jacotey (1984-), sangerinde
- Achille Peretti (1911-1983), politiker
- Tino Rossi (1907-1983), sanger og skuespiller